# Prosenik
Prosenik is een plaats in de gemeente Tuhelj in de Kroatische provincie Krapina-Zagorje. De plaats telt 228 inwoners (2001).